# توجبا سينوغلو
توجبا سينوغلو (مواليد 2 فبراير 1998) هي لاعبة كرة طائرة تركية تلعب في نادي فاكيف بنك.